# Європейська Спільнота Історичних Стрільців

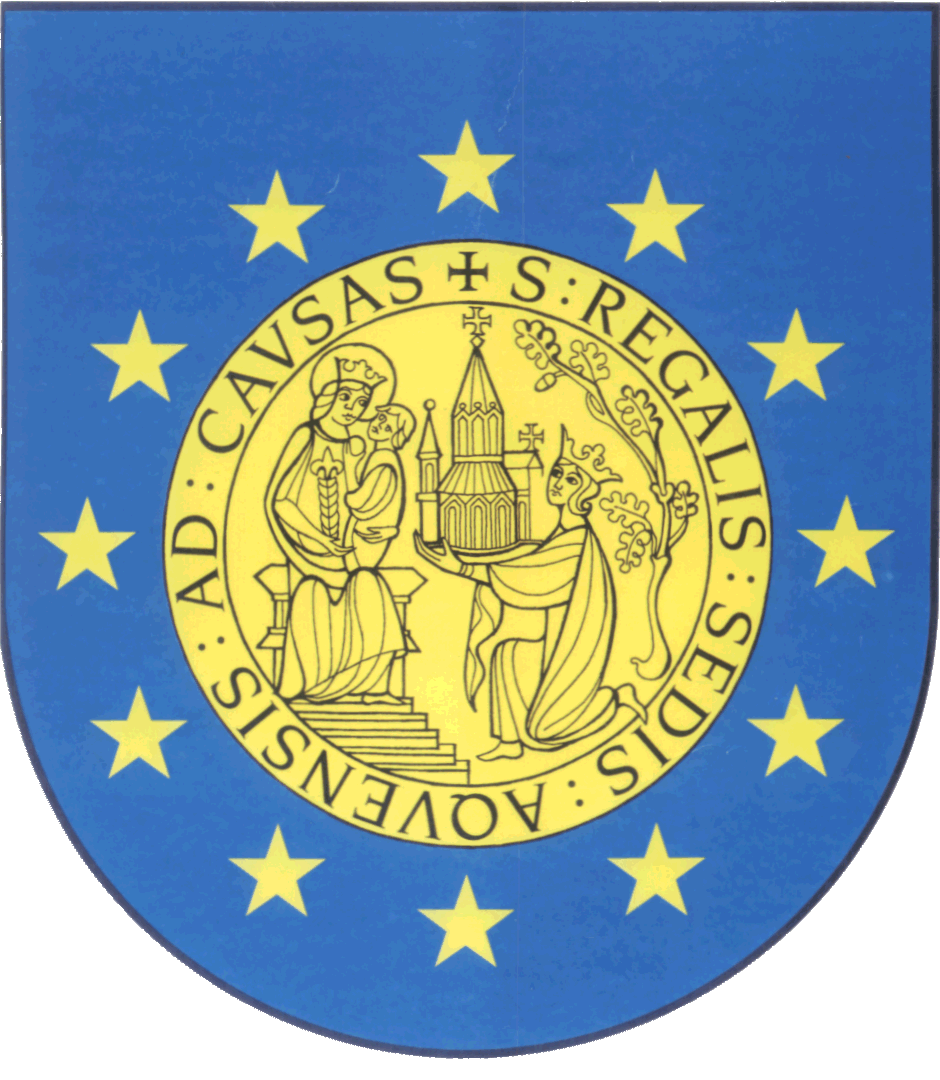
Герб ЄСІС

Європейська Спільнота Історичних Стрільців (нім. Europäische Gemeinschaft Historischer Schützen; англ. European Community of Historic Marksmen’s guilds; фр. Communauté Européenne Historiques des Gildes de Tir; нід. Europese Gemeenschap van historische Schuttersgilden, пол. Europejska Wspólnota Historycznych Strzelców) — об'єднання національних асоціацій історичних клубів стрільців в Європі. 
Заснована 1955 року представниками Нідерландів, Бельгії та Німеччини. Всього у Спільноті нараховується понад 2700 історичних клубів стрільців, що нараховують майже один мільйон членів.

## Історія

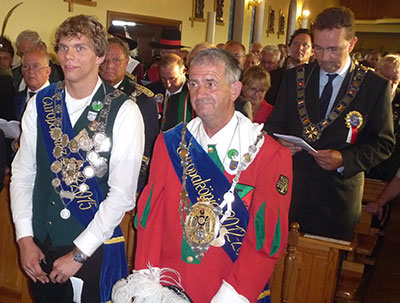
Фестиваль ЄСІС 2012 р.

Європейську Спільноту Історичних Стрільців було створено 25 червня 1955 року в Аахені як загально-європейське об'єднання. Ця організація історичних стрільців має наднаціональний характер без будь-якої політичної спрямованості.
Девізом Спільноти є: Pro Deo - Pro Europae Christianae unitate - Pro Vita (Для Бога - Для Об'єднаної Християнської Європи - Для Життя).
1975 року відбувся перший всеєвропейський Фестиваль історичних стрільців. З того часу кожні два-три роки Європейська Спільнота Історичних Стрільців проводить свої фестивалі.
Організація об'єднує 25 національних федерацій та діє по всій Європи, що розділена на п'ять регіонів:
- Регіон I - Німеччина: Німеччина на північ від Майну;
- Регіон II - Центральна Європа: Німеччина на південь від р. Майн, Австрія, Швейцарія та Ліхтенштейн;
- Регіон III - Північно-Західна Європа: Нідерланди, Данія, Велика Британія, Норвегія, Швеція, Фінляндія;
- Регіон IV - Південно-Західна Європа: Бельгія, Люксембург, Франція, Іспанія, Португалія, Італія, Сан-Марино, Греція;
- Регіон V - Східна Європа: Польща, Угорщина, Словаччина, Чехія, Естонія, Латвія, Хорватія, Україна та ін.

З діяльністю ЄСІС тісно пов'язаний Орден Святого Себастьяна в Європі.

## Історичні фестивалі
Організатори історичних фестивалів стрільців не дотримуються точної послідовності в усіх 5 регіонах, хоча намагаються змінювати місце їх проведення.
| Рік  | Місто                | Країна     | Регіон   |
| ---- | -------------------- | ---------- | -------- |
| 1975 | Аахен                | ФРН        | Регіон 1 |
| 1977 | Неймеген             | Нідерланди | Регіон 3 |
| 1979 | Пеєр                 | Бельгія    | Регіон 4 |
| 1981 | Кобленц              | ФРН        | Регіон 1 |
| 1982 | Ейндговен            | Нідерланди | Регіон 3 |
| 1985 | Ойпен                | Бельгія    | Регіон 4 |
| 1987 | Ліппштадт            | ФРН        | Регіон 1 |
| 1989 | Валкенбюрг-ан-де-Гел | Нідерланди | Регіон 3 |
| 1992 | Генк                 | Бельгія    | Регіон 4 |
| 1994 | Медебах              | ФРН        | Регіон 1 |
| 1996 | Ґааксберген          | Нідерланди | Регіон 3 |
| 1998 | Краків               | Польща     | Регіон 5 |
| 2000 | Гаррель              | Німеччина  | Регіон 1 |
| 2003 | Воклабрук            | Австрія    | Регіон 2 |
| 2006 | Бернхезе             | Нідерланди | Регіон 3 |
| 2009 | Моленберсель         | Бельгія    | Регіон 4 |
| 2012 | Тухоля               | Польща     | Регіон 5 |
| 2015 | Пайне                | Німеччина  | Регіон 1 |
| 2018 | Леудаль              | Нідерланди | Регіон 3 |
| 2021 | Дейнзе               | Бельгія    | Регіон 4 |